# Acontias tristis
Espèce
Statut de conservation UICN

 LC  : Préoccupation mineure
Synonymes
- Acontias lineatus tristis Werner, 1910

Acontias tristis est une espèce de sauriens de la famille des Scincidae.

## Répartition
Cette espèce est endémique de la province de Cap-du-Nord en Afrique du Sud.

## Description
C'est un saurien vivipare.

## Publication originale
- Werner, 1910 : Reptilia et Amphibia in Schultze, 1910 : Zoologische und anthropologische Ergebnisse einer Forschungsreise im westlichen und zentralen Südafrika. Band IV, Systematik und Tiergeographie Vertebrata B.  Denkschriften der Medicinisch-Naturwissenschaftlichen Gesellschaft zu Jena, vol. 16, p. 279-370 (texte intégral).